# فینال جام باشگاه‌های اروپا ۱۹۹۰
فینال جام باشگاه‌های اروپا ۱۹۹۰، رقابت پایانی جام باشگاه‌های اروپا در سال ۱۹۹۰ میلادی است که مابین دو تیم باشگاه فوتبال آ. ث. میلان و باشگاه فوتبال بنفیکا در ورزشگاه ارنست هاپل، وین برگزار شده‌است.
این مسابقه که در تاریخ ۲۳ مه ۱۹۹۰ انجام شده‌است با نتیجه ۱ بر ۰ به سود تیم باشگاه فوتبال آ. ث. میلان به پایان رسید.